# Skaly Usova
Die Skaly Usova (englische Transkription von russisch Скалы Усова Skaly Ussowa) sind eine isolierte Gruppe von Felsvorsprüngen im ostantarktischen Mac-Robertson-Land. Sie ragen in den Prince Charles Mountains auf.
Russische Wissenschaftler benannten sie. Der Namensgeber ist nicht überliefert.